# Ращук Володимир Анатолійович
Володи́мир Анато́лійович Ращу́к (нар. 11 жовтня 1987) — український театральний та кіноактор, спортсмен і військовослужбовець, командир 7-ї роти 3-го Батальйону «Свобода» у складі Бригади швидкого реагування Нацгвардії України «Рубіж», лейтенант.

## Життєпис
Народився 11 жовтня 1987 року в місті Маріуполь. 
В юності активно займався спортом, мав перші розряди з водного поло та волейболу. Кандидат у майстри спорту з вільної боротьби. Захоплюється музикою, грою на музичних інструментах — гітарі, фортепіано, ударних.
2010 року закінчив Київський національний університет театру, кіно та телебачення ім. Карпенка-Карого.
З 1 листопада 2007 року — актор Національного академічного драматичного театру імені Лесі Українки.
2015 року відіграв головну роль у кримінальному детективі «Відділ 44». Його герой — експерт зі зброї Гліб Майоров. Спецагенти «Відділу 44» розкривають найзаплутаніші злочини завдяки останнім IT-досяганням людства.
Після повномасштабного вторгнення Росії пішов на війну добровольцем. Став командиром роти батальйону «Свобода», навесні звільняв від російських окупантів Київську область. Згодом вирушив на схід де брав участь у боях на Бахмутському напрямку. Брав участь у боях за Сєвєродонецьк .

## Сім'я
Дружина — українська актриса та співачка Вікторія Білан. Пара має доньку Катерину (2005 р.н.).

## Акторські ролі в театрі
Національний академічний драматичний театр імені Лесі Українки
- 2002 — «У полоні пристрастей (Камінний господар)» за драматичною поемою) Лесі Українки; реж. Михайло Резнікович — Командор
- 2002 — «№13» Рея Куні; реж. Ірина Барковська — Ронні, чоловік секретарки
- 2009 — «Сімейна вечеря» Марка Камолетті; реж. Григорій Зіскін — Жорж, чоловік куховарки
- 2011 — «Чуть мерцает призрачная сцена… (Ювілей. Ювілей? Ювілей!)»
- 2011 — «Норд-Ост. Майбутнє покажє»
- 2014 — «Джульєтта і Ромео» за п'єсою «Ромео і Джульєтта» Вільяма Шекспіра; реж. Кирило Кашліков — Капулетті
- 2015 — «Ризик (Коханці та вори)»
- 2016 — «Вид з мосту» Артура Міллера; реж. Кирило Кашліков — Марко
- 2018 — «Загадкове нічне вбивство собаки» Саймона Стівенса за романом Марка Хеддона; реж. Кирило Кашліков — Роджер (містер Ширз)
- 2020 — «Каліка з острова Інішмаан» Мартіна Мак-Дони; реж. Кирило Кашліков — Малюк Боббі Беннетт

## Фільмографія
- 2008 — «Про Любов» — Олег, хлопець Люби
- 2010 — «Віра, Надія, Любов»
- 2011 — «Лють» (Фільм №2 «Дезертир») — Кабан, дезертир
- 2011 — «Здравствуй, мама!» — Макс
- 2011 — «Повернення Мухтара —7» (38 серія «Фактор крові») — Віктор
- 2015-2016 - "Відділ 44" — Гліб Майоров
- 2019 — «Чорний ворон» — Іларіон Загородній
- 2024 — «Конотопська відьма» — Військовий ЗСУ
- 2024 — «Прикордонники» — Іван Криницький, майор ДПСУ, курсовий

## Відзнаки та нагороди
- 2022, 15 червня — Орден «За мужність» III ступеня — за особисту мужність і самовіддані дії, виявлені у захисті державного суверенітету та територіальної цілісності України, вірність військовій присязі[5]
- почесний нагрудний знак Головнокомандувача Збройних сил України «Сталевий хрест»
- Нагрудний знак «За доблесну службу»
- Медаль «Честь. Слава. Держава»